# 홍수환
홍수환(洪秀煥, 1950년 5월 26일~)은 프로복싱 세계챔피언을 지낸 대한민국의 전직 복싱 선수이다.
4전5기 챔피언의 신화라는 닉네임으로 유명한 그는 서울특별시 출생으로 한때 1955년에서 이듬해 1956년까지 경기도 시흥군 과천면(지금의 경기도 과천시)에서 잠시 유년기를 보낸 적이 있고 그의 본관은 남양(南陽)이며 종교는 개신교이다. 프로 통산 전적은 41승(14KO)5패4무.

그의 현재 소속 정당은 기독교 우파 정당 자유통일당이다. 

## 가족 관계
- 아버지:홍경섭(1915년~1964년)
- 어머니:황농선(1921년~1994년)
- 아내: 옥희(玉姬, 1953년~, 본명 김광숙(金光淑), 가수, 작사가, 기업가.)
  - 자녀: 슬하 2남 2녀(장녀와 장남은 이전 교제녀의 소생, 차녀와 차남은 배우자 옥희의 소생.)
- 남동생: 홍수철(洪秀哲, 1957년 1월 17일~, 가수, 작사가, 작곡가, 개신교 목사 겸 대학 교수, 기업가.)

## 학력
- 서울 중앙중학교 졸업
- 서울 중앙고등학교 졸업
- 인천체육전문대학 체육학과 전문학사

## 경력
- 1950년 서울 출생
- 1969년 5월 10일 김상일과 프로복싱 데뷔전(4R 무승부)
- 1971년 9월 14일 한국 밴텀급 챔피언
- 1972년 6월 4일 동양태평양복싱연맹(OPBF) 밴텀급 챔피언
- 1974년 7월 3일 남아프리카공화국 더반 웨스트릿지 테니스 스타디움에서 열린 세계복싱협회(WBA) 밴텀급 타이틀전에서 아놀드 테일러를 15회 판정으로 누르고 챔피언 등극. 당시 전화로 어머니에게 외친 "엄마 나 챔피언 먹었어"라는 말이 유행어가 됨
- 1974년 12월 28일 서울특별시에서 열린 1차 방어전에서 페르난도 카바넬라에 판정승
- 1975년 3월 14일 미국에서 열린 2차 방어전에서 알폰소 자모라에 4회 KO패
- 1976년 10월 16일 경기도 인천에서 열린 WBA 밴텀급 타이틀전에서 알폰소 자모라에 도전했지만 12회 TKO패
- 1977년 11월 27일(현지시각 11월 26일 밤) 파나마에서 열린 세계복싱협회(WBA) 주니어페더급(슈퍼밴텀급) 초대 타이틀 결정전에서 헥토르 카라스키야를 3회 KO로 누르고 챔피언이 됨. 홍수환은 당시 2회 4번 다운된 뒤 3회 KO승해 `4전5기' 신화의 주인공이 됨
- 1978년 2월 1일 일본 도쿄에서 열린 1차 방어전에서 가사하라 유우에 15회 판정승
- 1978년 5월 7일 서울특별시에서 열린 2차 방어전에서 리카르도 카르도나에 12회 TKO패
- 1980년 12월 19일 염동균과 마지막 경기(10R 무승부)
- 1981년 미국으로 이민, 마약 밀매 사건과 연루되어 체포되기도 함. 이후에 다시 귀국
- 2008년 한국권투인협회 회장
- 2012년 1월 한국권투위원회 위원장
- 2021년 10월 ~ 2021년 11월 국민의힘 홍준표 제20대 대통령 선거 예비후보 jp희망캠프 문화체육특별위원장

## 출연

### 방송 출연
- 2005년 7월 5일 KBS 1TV 《新 TV는 사랑을 싣고》 10회 출연
- 2007년 KBS 제1라디오 《박인규의 집중 인터뷰》
- 2010년 2월 17일 YTN 《뉴스N이슈 - 이슈앤피플》
- 2016년 2월 8일 MBN 《고수의 비법 황금알》
- 2019년 7월 23일 KBS 1TV 《아침마당 - 화요초대석》 8418회

### 영화 출연
- 2002년 《남자 태어나다》 자문
- 2003년 《최후의 만찬》 - 장독대 역

### 라디오
- 2005년 5월 2일 ~ 2006년 4월 23일 KBS 해피FM 《라디오 챔피언》 이승연 아나운서와 함께 진행
- 2005년 9월 16일 ~ 2005년 9월 19일 : KBS 제2라디오 《KBS 해피FM 추석 교통 특별생방송 - 가는 길은 편안하게 오는 길은 안전하게》 이승연 아나운서와 함께 진행
- 2006년 1월 27일 ~ 2006년 1월 30일 : KBS 제2라디오 《KBS 해피FM 설 교통 특별생방송 - 고향길 즐겁게》 이승연 아나운서와 함께 진행

### 광고
- 1977년 롯데제과 가나콘

## 같이 보기
- 박종팔
- 장정구
- 유명우